# Altiplà de la Segarra
|  | Aquest article tracta sobre l'altiplà. Vegeu-ne altres significats a «Segarra (desambiguació)». |

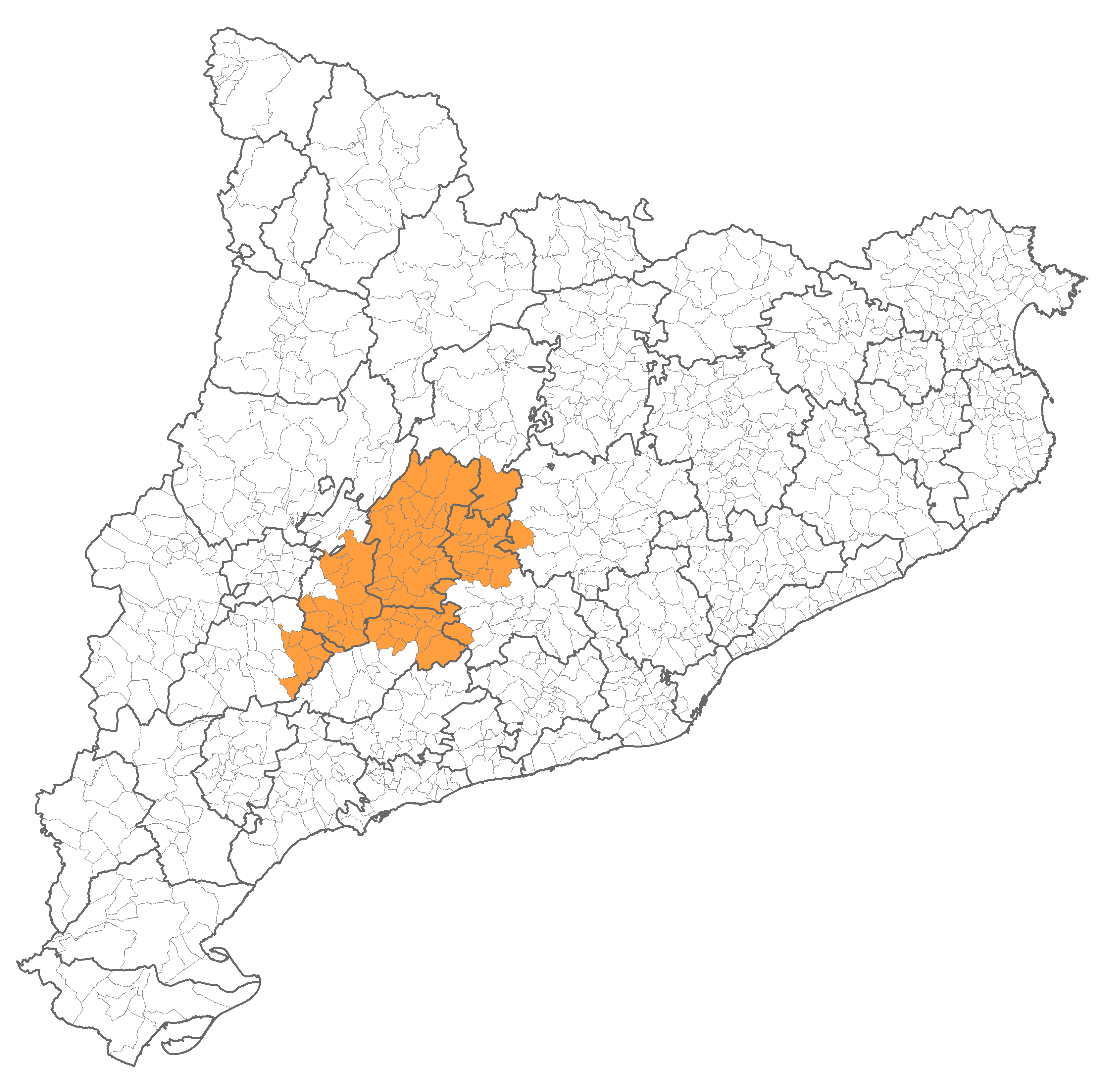
Extensió de la comarca natural de la Segarra.

L'altiplà de la Segarra, o simplement la Segarra, és un altiplà que va dels 450 als 900 metres d'altitud i està situat prop del centre de Catalunya, entremig de la conca del riu Segre (a ponent), la conca del riu Anoia i la conca del riu Llobregat (a llevant tots dos) i, per tant, a una elevació més alta que les terres circumdants. És una zona amb una estructura econòmica basada en l'agricultura (el cultiu predominant és el cereal de secà).
Tradicionalment, s'ha associat aquest altiplà amb una comarca. La divisió comarcal de 1936 de Catalunya va fixar la comarca administrativa de la Segarra, amb capital a Cervera; aquesta comarca administrativa ocupava el sector central de l'altiplà segarrenc, però en va deixar fora la rodalia de Calaf (Alta Segarra), que s'anomena tradicionalment la calma de Calaf, la rodalia de Santa Coloma de Queralt (Baixa Segarra) i la rodalia de Tàrrega i el nord de les Borges Blanques (que va rebre del nom d'Urgell).